# Deraeocoris schwarzii
Deraeocoris schwarzii är en insektsart som först beskrevs av Philip Reese Uhler 1893.  Deraeocoris schwarzii ingår i släktet Deraeocoris och familjen ängsskinnbaggar. Inga underarter finns listade i Catalogue of Life.